# Puy de Niermont (Le Claux)
Pour l’article homonyme, voir Puy de Niermont (Paulhac).
Le puy de Niermont est un sommet des monts du Cantal dans le Massif central.

## Géographie

### Situation
Le puy de Niermont est situé sur la commune du Claux, dominant le plateau du Limon.

### Géologie
Le sous-sol du puy est constitué de basalte.

## Activités

### Protection environnementale
Le sommet est inclus dans la ZNIEFF de type 2 « Monts du Cantal », ainsi que dans la ZNIEFF de type 1 « Puy de Niermont ».

### Randonnée
La montagne est traversée par le sentier de grande randonnée 4.